# Oosterboorn
Oosterboorn (Fries: Easterboarn) is een buurtschap in de gemeente Heerenveen, in de Nederlandse provincie Friesland.
Het ligt ten noorden van Heerenveen en ten oosten van Oldeboorn, waar het ook formeel onder valt. De plaatsnaam verwijst ook naar het feit dat ten oosten is gelegen van de oude plaats Oldeboorn. De buurtschap is waarschijnlijk ontstaan in de 15e eeuw, waarschijnlijk ook de reden waarom de oudere plaats toevoeging alda/oude kreeg.
Bodemvondsten wijzen ook op deze oudere bewoning. De eerste vermelding van de plaats is pas in de 18e eeuw. In 1840 kende de buurtschap 60 inwoners, verdeeld over acht huizen die vrij verspreid stonden. Anno 2018 staan er veertien huizen, die nog altijd verspreid staan. De bewoning ligt bij zowel de rivier de Boorne als het kanaal Nieuwe Diep.
Dorpen: Akkrum · Bontebok · De Knipe · Gersloot · Gersloot-Polder · Haskerdijken · Heerenveen · Hoornsterzwaag · Jubbega · Katlijk · Luinjeberd · Mildam · Nes · Nieuwebrug · Nieuwehorne · Nieuweschoot · Oldeboorn · Oranjewoud · Oudehorne · Oudeschoot · Terband · Tjalleberd

Buurtschappen: Anneburen · Birstum · Brongerga · Henshuizen · Meskenwier · Oosterboorn · Oude Schouw (deels) · Pean · Poppenhuizen · Schurega · Sorremorre · Spitsendijk · Sythuizen · Warniahuizen · Welgelegen (deels)

Friesland: Steden en dorpen      Nederland: Provincies · Gemeenten